# Rieutord (affluent de l'Hérault)
Pour les articles homonymes, voir Rieutord.
Le Rieutord est une rivière affluente gauche de l'Hérault qui prend sa source à Saint-Martial, traversant les départements du Gard et de l'Hérault, dans la région Occitanie.

## Hydronymie
En 1513, le nom de la rivière est mentionné dans la phrase latine Riperia de Valnieiria sive de Sumenata.
En 1553, elle est attestée sous la forme Vallat du Tors.

## Géographie
Le Rieutord prend sa source dans le Gard, à Saint-Martial, plus précisément dans la montagne du Liron. La rivière reçoit l'eau de l'Elbès, un de ses affluents, passe ensuite à Saint-Roman-de-Codières, puis à Sumène, où elle reçoit son principal affluent, le Recodier. Puis, le Rieutord s'engouffre sous terre près du trou du Noyer, au sud de Sumène. Son cours, souvent à sec, traverse Ganges, dans le département de l'Hérault. Toutefois, les eaux du Rieutord réapparaissent aux Sourcettes à Laroque, en rive gauche de l’Hérault. Le Rieutord a une longueur de 26,3 km.

### Communes et cantons traversés
Le Rieutord traverse cinq communes : Saint-Martial, où il prend sa source, Saint-Roman-de-Codières, Sumène où se trouve son principal affluent, le Recodier, puis Ganges et enfin Laroque où il réapparaît aux Sourcettes, une résurgence en rive gauche de l'Hérault.

### Organisme gestionnaire
L'organisme gestionnaire est l'EPTB SMBFH ou Syndicat mixte du bassin du fleuve Hérault, créé en 2009 et sis à Clermont-l'Hérault.

## Affluents
Ses principaux affluents sont le Recodier (rg) et l'Elbès (rd), situé en aval de Saint-Martial.
Le Rieutord a sept tronçons affluents référencés :
- le Valat de Blaquises (rg[note 1]), 3,8 km sur la seule commune de Saint-Martial.
- le Valat de Pradeyret (rg), 2,6 km sur la seule commune de Saint-Martial.
- le ruisseau de Combe Bonne (rg), 5,1 km sur les deux communes de Saint-Martial (confluence) et Saint-Roman-de-Codières (source) avec deux affluents :
  - le ruisseau de Suménette (rg), 3,3 km sur la seule commune de Saint-Roman-de-Codières.
  - le Valat de Mouriguès (rg), 1 km sur la seule commune de Saint-Roman-de-Codières.
- l'Elbes (rd), 6 km sur la seule commune de Saint-Martial.
- le Valat de la Bugade (rd), 1,2 km sur la seule commune de Saint-Martial.
- le ruisseau du Cayla (rg), 2,8 km sur les deux commune de Sumène (confluence) et Saint-Martial (source).
- le Recodier (rg), 6,3 km sur les deux commune de Sumène (confluence) et Saint-Roman-de-Codières (source).

### Rang de Strahler
Le rang de Strahler est donc de trois par le ruisseau de Combe Bonne.

## Hydrologie
Le Rieutord appartient à la circonscription hydrologique Rhône-Méditerranée-Corse.
Sa région hydrographique : fleuves côtiers et Corse.

## Illustrations

Le Rieutord à Sumène
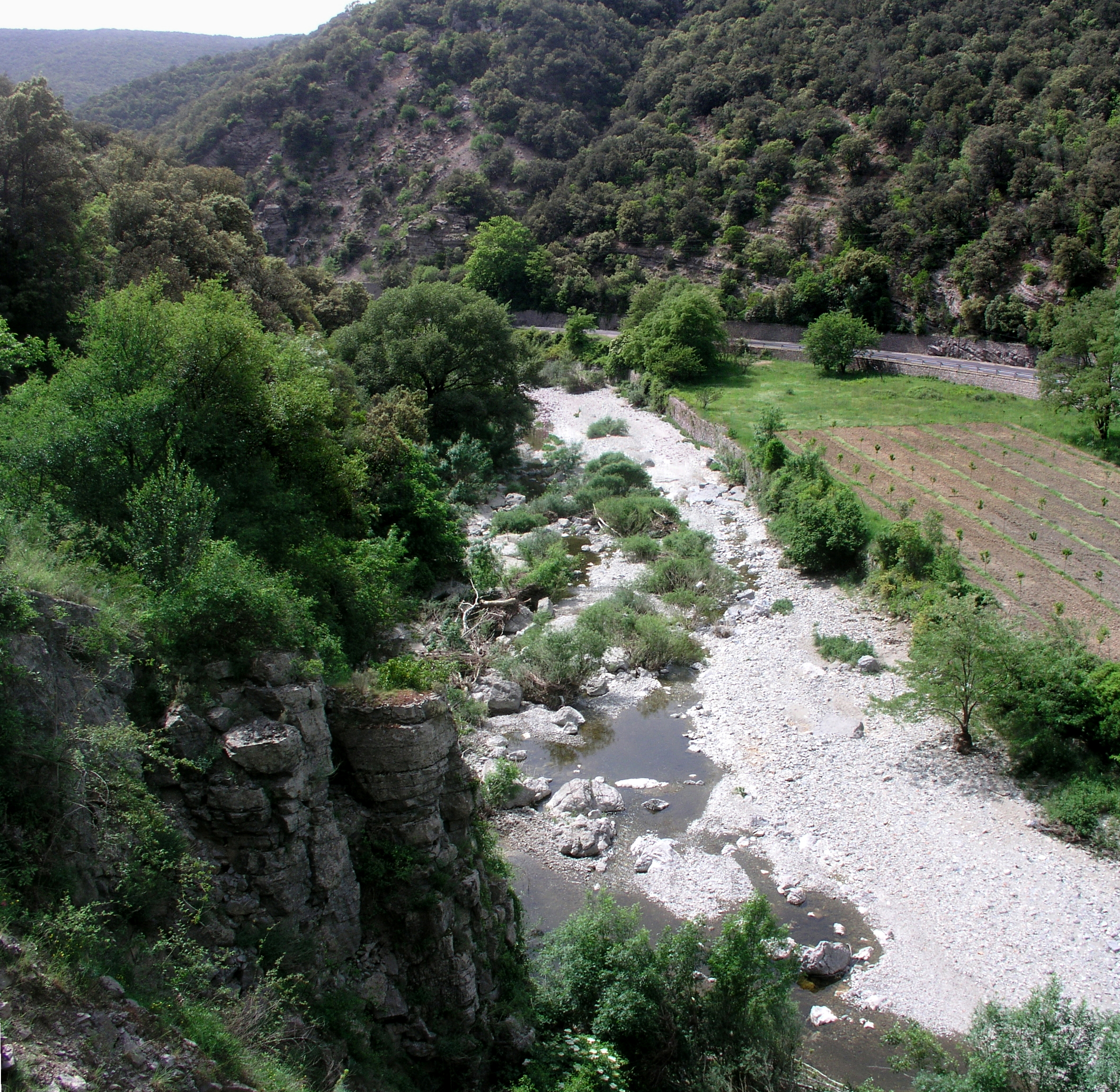
Perte du Rieutord au trou du Noyer.
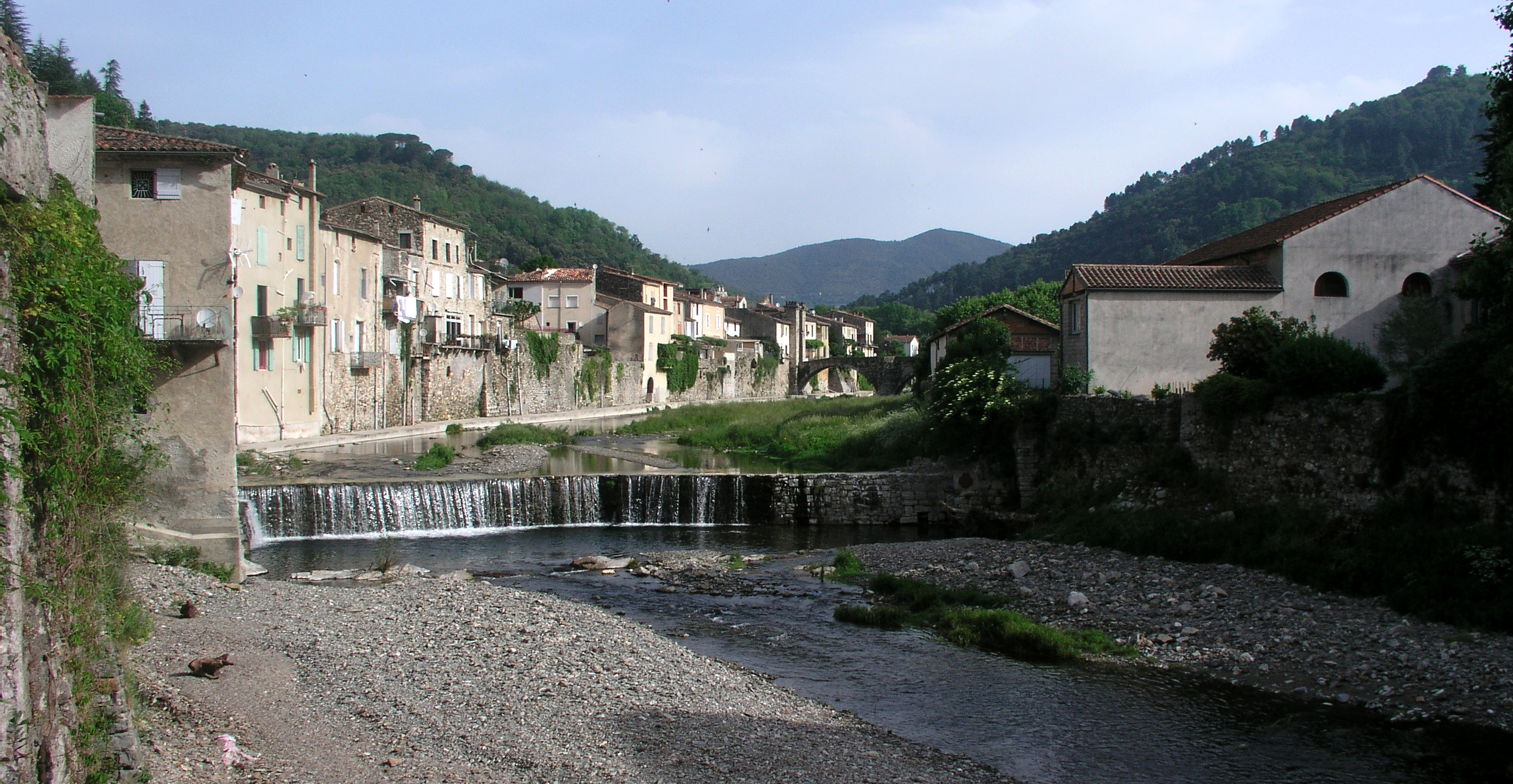
Le Rieutord au Pont Petit.
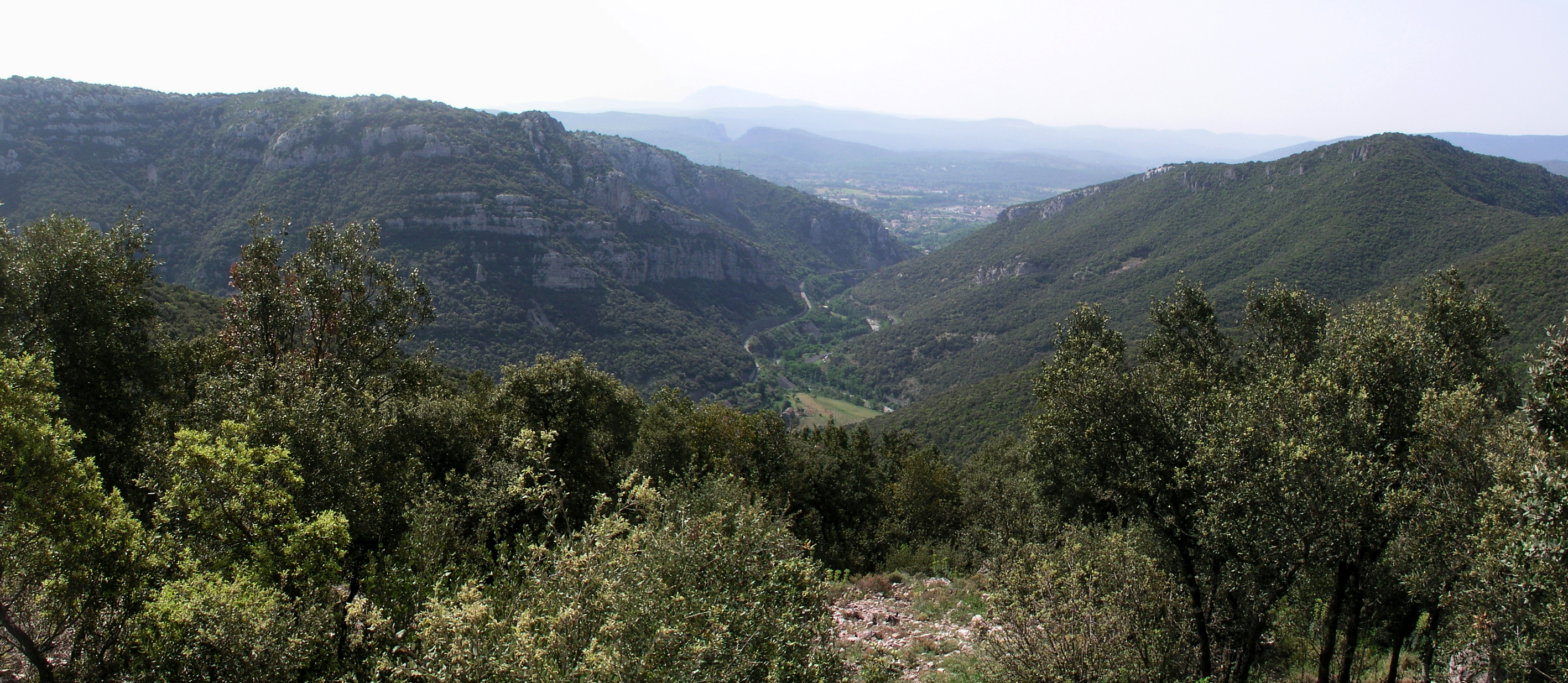
Vue de la vallée du Rieutord vers Ganges.
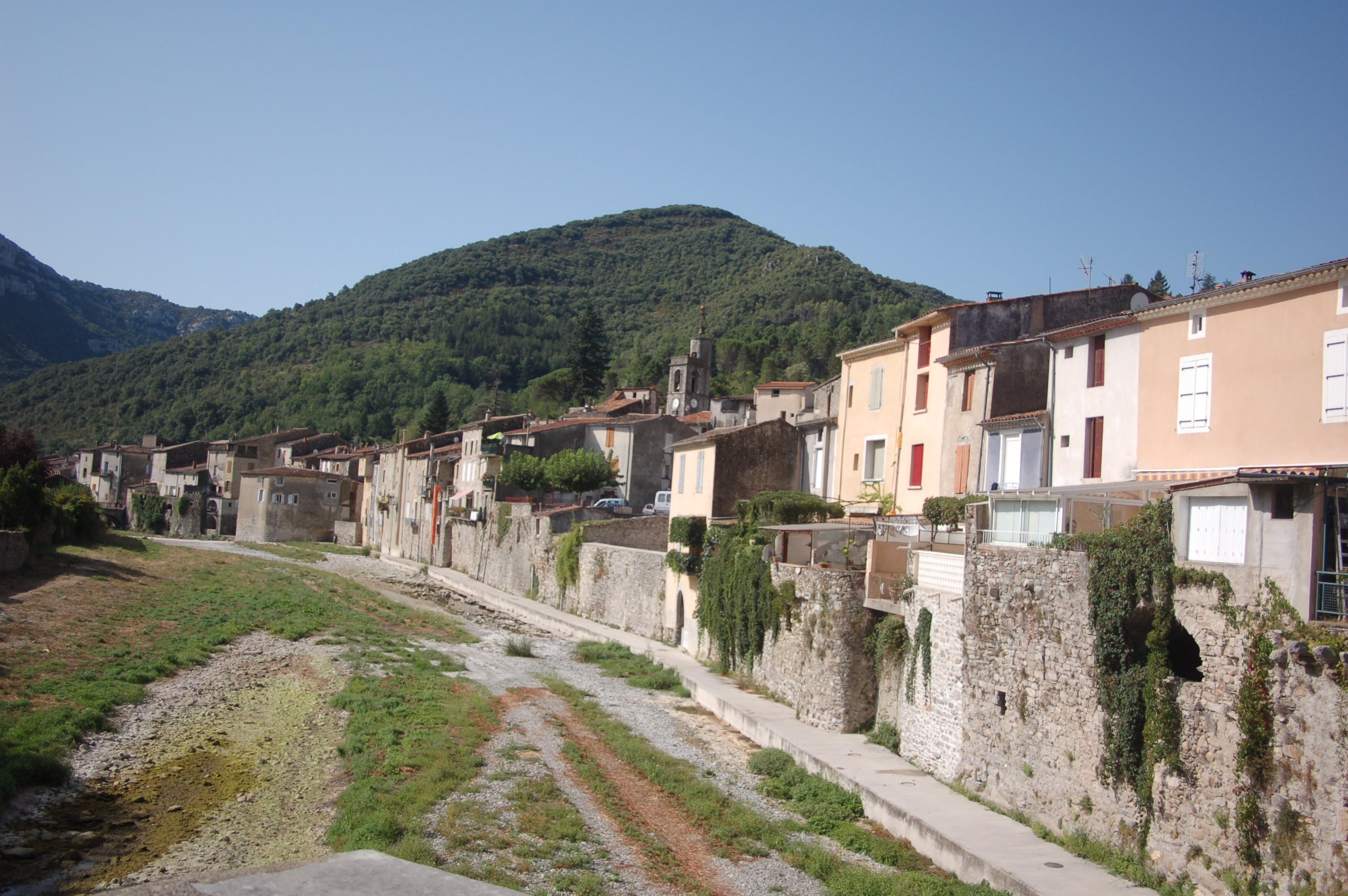
Le Rieutord, vu du Pont Grand.